# Ceratitis lepida
Ceratitis lepida är en tvåvingeart som först beskrevs av Munro 1969.  Ceratitis lepida ingår i släktet Ceratitis och familjen borrflugor.
Artens utbredningsområde är Ghana. Inga underarter finns listade i Catalogue of Life.